# Francisco Tapia Salinas
Francisco Papas Fritas, pseudónimo de Francisco Tapia Salinas (18 de noviembre de 1983, Santiago de Chile) es un artista visual y activista chileno.
Su  enfoque multidisciplinario ha transitado desde la performance, la instalación, videoarte, escultura  y pintura. Reconocido por un estilo artístico de profundo sentido político radical, denominado por el mismo como arte operacional. Tuvo especial impacto mediático e internacional con su obra Ad augusta per angusta (2014), donde se auto-denunció por la quema de 500 millones de dólares en deuda de los estudiantes de la hoy extinta Universidad del Mar y exhibir las cenizas como obras de arte.

## Biografía
Nacido en una familia de clase trabajadora estudió en escuelas del sector sur de Santiago. Su infancia en San Miguel, en un barrio obrero tradicional, constituyó un referente en su obra temprana. La obra Todo comienza en casa (2005), donde cerca de veinte artistas intervinieron el hogar de sus padres, marcó el inicio de lo que sería una carrera autodidacta que se vería marcada por la provocación. Desde entonces su obra comenzó a llamar la atención de la prensa, apareciendo en grandes medios nacionales como El Mercurio, La Tercera, Las Últimas Noticias o La Cuarta.
A los 16 años abandonó los estudios formales en el Liceo Experimental Artístico (institución de la que fue expulsado cuando se hizo responsable por la explosión de una bomba de ruido) y comenzó un proceso de autoformación como artista plástico. Sus amigos en su población en su niñez le apodaron Papas Fritas, seudónimo que adoptará como nombre artístico en su adultez.
Desde los 17 años se le manifestaron los primeros síntomas de la agorafobia, mal que le afectará el resto de su vida al grado de impedirle salir libremente de su propia casa o siquiera presentarse en las inauguraciones de sus obras. 
Con La isla de papas fritas (2007), montada en el Museo Nacional de Bellas Artes, consolida la búsqueda de un lenguaje artístico propio, que el mismo denominará «arte operacional». En esta obra el artista interviene el espacio de manera provocativa: realiza una subasta simbólica de una persona migrante, destruye a la imagen del director del museo y se tatúa en la espalda el logo oficial del Fondo Nacional de Desarrollo Cultural y las Artes (Fondart).
El 8 de diciembre del 2010, a solo un par de cuadras del hogar del artista, se produjo incendio en la cárcel de San Miguel, que causó la muerte de 81 reos, dejó a otros 16 heridos y obligó a la evacuación de más de 200. Aquel hecho marcó su obra posterior, hacia potenciar el activismo a través del arte, que se puede ver reflejado en la Tetralogía de la emancipación (2013). Sus experimentos artísticos y de movilización política terminarán dando como resultado la creación de la ONG 81 Razones en conjunto a familiares de las víctimas del siniestro.
En 2014 hizo su acción artística que le llevó a la fama: Ad Augusta per Augusta ("a lo elevado por lo dificultoso", 2014) denominada así por ser el lema de la Universidad del Mar, una institución que estaba cuestionada y cuyo cierre ya había sido ordenado por el Ministerio de Educación de Chile. Frente al drama de cientos de estudiantes, planificó "destruir las letras de cambio y pagarés" que pesaban sobre alumnos y que a pesar de no tener el título les significaban años de deuda. Tras sustraer los documentos de pagaré, avaluados en más de 500 millones de dólares, los quemó y tras exhibir las cenizas como obra de arte, se autodenunció a la Justicia. Los estudiantes de la desacreditada Universidad entonces  podrían legalmente desconocer la deuda en uno de los sistemas educacionales más privatizados del mundo. El castigo para el artista es menor dada la legislación local frente a las características del hecho. Esta obra ha sido reconocida internacionalmente como icónica del arte contemporáneo chileno.
El año 2015 expone las obras 2054 y Desclasificación popular, en las cuales pone en cuestión la cláusula de secreto -contra la voluntad de la mayor parte de las víctimas- sobre los informes de las torturas realizadas durante la dictadura cívico-militar de Pinochet, permitiendo que las víctimas pudieran solicitarlos. A pesar de que la Ley 19.992 del gobierno de Ricardo Lagos, impide desclasificar los informes de la Comisión Valech y ni dar a conocer las identidades de los torturadores durante la dictadura de Pinochet, gracias al descubrimiento de vacíos legales logró burlar la ley.
En junio del 2019, previo al Estallido Social de Chile, realizará el proyecto Amortanasia (de muerte asistida), que busca influir políticamente para que se apruebe una Ley de Eutanasia que evite la burocracia y se entienda la muerte asistida como un acto de amor pues termina con el sufrimiento físico y mental de los pacientes

Es necesario para mí y creo en un arte que no solo refleje la realidad, sino que la modifique micropolíticamente. Desde la herramienta de la desobediencia civil o moviendo los cercos dicotómicos del pensamiento occidental legal/ilegal, bien/mal. A ese proceso creativo lo denomino arte operacional, ya que realizamos operaciones artísticas políticas que intervienen distintos campos sociales, afectándolos y cuestionándolos.
Entrevista a Francisco Papas Fritas en 15 de julio de 2019

En la actualidad vive junto a su madre en la misma casa familiar de su infancia, de la cual sale escasamente debido a su agorafobia, siendo aquel uno de los espacios fundamentales para la creación, exposición y circulación de sus obras y las de otros artistas y colaboradores.

## Principales obras
- Todo comienza en casa (2005)
- La isla de papas fritas (2007)
- Tetralogía de la emancipación (2013)
- Ad agusta per angusta (2014)
- 2054 (2015)
- Desclasificación popular (2015)
- Amortanasia (2019)
- ACAAb (2021)